# Епідавр
Епідавр (грец. Ἐπίδαυρος) — невеличке давньогрецьке місто Пелопоннесу в номі Арголіда, на узбережжі Саронічної затоки. Сучасний Епідавр був побудований поблизу давнього міста.

## Історія
Епідавр був хоча й не дуже великим полісом, проте існував цілком незалежно від потужного поліса Аргос, допоки уся арголіда не була завойована Римом. Разом із прилеглими невеличкими поселеннями він формував регіон, що іменувався Епідаврією. Впродовж 8- століть до н. е. епідаврці заснували свої колонії на островах Егіна, Кос, Нісір та Калідна (інша назва — Тенедос). Відтак існували ще два однойменних міста — колонія в Іллірії та у Лаконії.
У 6 столітті до н. е. в торгівлі, яку вів Епідавр, намітився занепад. До влади прийшла олігархія, яка виступала у Пелопоннеській війні 5 століття до н. е. в союзі зі Спартою, внаслідок чого місто багаторазово зазнавала набігів афінян і їх союзників. Згодом Епідавр цілковито занепадає, зберігаючи значення лише як порт при великому святилищі Асклепія. Саме тут, за давньогрецькими міфами, був народжений син Аполлона Асклепій Епідаврський, цілитель, від імені якого пішло слово ескулап. Уже в античність Епідавр був відомим своїм святилищем, розташованим на відстані близько 8 км від міста, а також своїм театром, який використовується і сьогодні. Існування культу Асклепія в Епідаврі засвідчено 6 століттям до н. е., коли святилище Аполлона Малітаса, розташоване на вершині пагорба Кінортіон, на південний схід від Епідавра, стало недостатньо просторим.
Асклепейон в Епідаврі було найзнаменитішим центр дивовижних зцілень античного світу, місцем, куди хворі приїздили в надії на одужання. Щоб з'ясувати, які ліки необхідно застосувати для лікування своїх недуг, вони проводили ніч у енкімітірії — великій спальній залі. Уві сні сам бог мав порадити їм, що треба зробити, щоб відновити своє здоров'я. Святилище також мало гостьовий будинок на 160 кімнат. Поблизу святилища також відкриті мінеральні джерела, які також могли використовуватись у лікуванні.
Асклепій, найважливіший бог-цілитель старовини, приніс процвітання святилищу, тому у 4-3 століттях до н. е. було розгорнуто грандіозну програму із розширення та реконструкції монументальних будівель. Слава і процвітання Епідавру тривали впродовж усього періоду еллінізму. У 87 до н. е. святилище було розграбовано римським полководцем Луцієм Корнелієм Суллою, а в 67 до н. е. Епідавр був пограбований піратами. У 2 столітті нашої ери святилище пережило новий розквіт під владою римлян, а в 395 році готи зруйнували його. Навіть після запровадження християнства і мовчання оракулів, святилище в Епідаурі ще до середини 5 століття вважалось, хоча й як християнський, проте центр зцілення.

## Театр в Епідаврі
Процвітання святилища дозволило місту окрім розширення Асклепейону звести грандіозні громадські споруди. Серед них, перш за все, величний театр в Епідаврі, що так вразив Павсанія своєю красою та симетрією. Окрім театру були споруджені урочистий гестіторейон (бенкетна зала), лазні та палестра.
Епідаврський театр був створений архітектором Поліклетом Молодшим у 4 столітті до нашої ери. Початкові 34 ряди були поширені у добу Римської імперії ще на 21 ряд. Традиційно для усіх грецьких театрів (на відміну від римських) вид на пишний пейзаж поза скеною був невід'ємною частиною театру як такого і ніколи не залишався у тіні. Театр в Епідаврі вміщував до 15 000 глядачів.
Театр і нині дивує своєю винятковою акустикою, які дозволяють майже ідеально чітко чуто слова, вимовлені з авансцени або скени усім 15 000 глядачів, незалежно від їх розміщення. Дослідження вчених Технологічного інституту Джорджії показало, що дивні акустичні властивості є або результатом щасливого випадку або продуктом передової технології: вапняк рядів сидінь відфільтровує низькочастотні звуки, такі як шум натовпу, і підсилює/відображає високі частоти звуків зі сцени.
Щороку з липні до кінця серпня на сцені театру в Епідаврі відбувається кілька драматичних постановок творів давньогрецьких авторів в ході Еллінського фестивалю.